# Municipio de Boone (condado de Dubois)
El municipio de Boone (en inglés: Boone Township) es un municipio ubicado en el condado de Dubois en el estado estadounidense de Indiana. En el año 2010 tenía una población de 799 habitantes y una densidad poblacional de 9,2 personas por km².

## Geografía
El municipio de Boone se encuentra ubicado en las coordenadas 38°28′9″N 87°0′45″O / 38.46917, -87.01250. Según la Oficina del Censo de los Estados Unidos, el municipio tiene una superficie total de 86.89 km², de la cual 86,13 km² corresponden a tierra firme y (0,88 %) 0,76 km² es agua.

## Demografía
Según el censo de 2010, había 799 personas residiendo en el municipio de Boone. La densidad de población era de 9,2 hab./km². De los 799 habitantes, el municipio de Boone estaba compuesto por el 98 % blancos, el 0,25 % eran afroamericanos, el 0,13 % eran amerindios, el 1,25 % eran asiáticos y el 0,38 % eran de una mezcla de razas. Del total de la población el 0,25 % eran hispanos o latinos de cualquier raza.